# Ville de Bankstown
La ville de Bankstown (en anglais : City of Bankstown) est une ancienne zone d'administration locale de l'agglomération de Sydney, située dans l'État de Nouvelle-Galles du Sud en Australie. Elle a existé de 1895 à 2016, date à laquelle elle est intégrée au sein de la ville de Canterbury-Bankstown.

## Géographie
La ville s'étendait sur 77 km2 autour de la localité de Bankstown, dans l'ouest de l'agglomération de Sydney.

### Quartiers
| - Bankstown - Bass Hill - Birrong - Chester Hill - Chullora - Condell Park - East Hills - Georges Hall - Greenacre - Lansdowne - Leightonfield - Milperra | - Mount Lewis - Padstow - Padstow Heights - Panania - Picnic Point - Potts Hill - Punchbowl - Revesby - Revesby Heights - Sefton - Villawood - Yagoona |  |

## Histoire

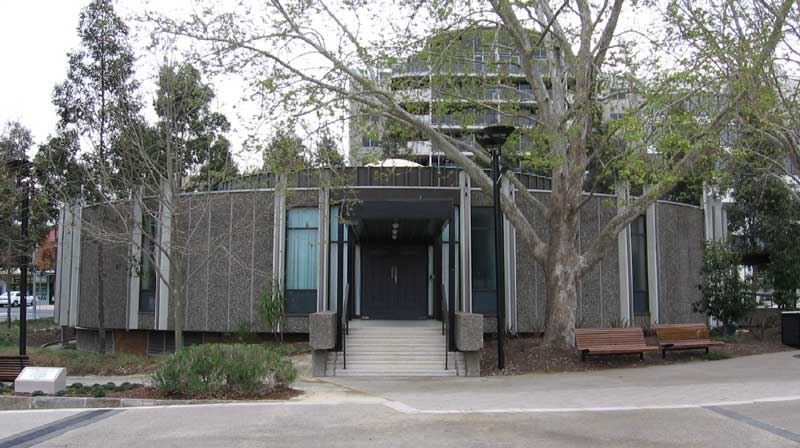
L'ancien siège du conseil municipal.

Le district municipal de Bankstown est créé le 7 septembre 1895, avant de devenir une municipalité en 1905. Bankstown reçoit officiellement le statut de ville en 1980, lors d'une cérémonie en présence de la reine Élisabeth II.
En 2015, dans le cadre du regroupement des zones administratives, différents projets de fusion sont proposés. Le 12 mai 2016, le ministre des collectivités locales de Nouvelle-Galles du Sud décide de la fusion des villes de Canterbury et de Bankstown pour former la ville de Canterbury-Bankstown.